# Jimmy Mulisa
Jimmy Mulisa, né le 24 avril 1984 à Kigali au Rwanda, est un footballeur international rwandais au poste d'attaquant devenu entraineur. 

## Biographie

### Équipe nationale
Jimmy Mulisa est convoqué pour la première fois en 2003, et représente son pays lors de la Coupe d'Afrique des nations 2004.
Il compte 16 sélections et 1 but avec l'équipe du Rwanda entre 2003 et 2009.

## Palmarès
- Avec l'APR FC : 
  - Champion du Rwanda en 2003 et 2005
  - Vainqueur de la Coupe du Rwanda en 2002
  - Vainqueur de la Coupe Kagame inter-club en 2004

- Avec le RFC Tournai : 
  - Champion de  Belgique de D3 en 2007

## Statistiques

### Buts en sélection
Le tableau suivant liste tous les buts inscrits par Jimmy Mulisa avec l'équipe du Rwanda.

## Carrière entraineur
- août 2016-nov. 2016 :  Rwanda
- déc. 2016-2018 :  APR